# Chùa Maya Devi
Chùa Maya Devi là một ngôi chùa cổ ở Lumbini (Lâm-tỳ-ni), một di sản thế giới ở Nepal. Tháng 11/2013, một cấu trúc gỗ cổ đại từ thế kỷ 6 TCN mới được khai quật ở Chùa Maya Devi ở Lumbini Nepal đã hé lộ bằng chứng đầu tiên về thời gian Đức Phật ra đời.
Đây là ngôi chùa chính ở Lumbini, một địa điểm theo truyền thống được xem là nơi sinh của Gautama Buddha. Chùa tọa lạc gần một ao nước linh thiêng (gọi là Puskarni) và một ngôi vườn linh thiêng. Các di tích khảo cổ ở địa điểm này trước đây được người ta cho rằng là các tòa nhà xây bằng gạch có niên đại thế kỷ 3 trước công nguyên được xây bởi A-dục vương. Một đền thờ bằng gỗ thế kỷ 6 trước công nguyên đã được phát hiện năm 2013.